# スイッチ (音楽制作会社)
株式会社スイッチは、山梨県南都留郡山中湖村に本社を置く音楽制作会社である。代表は小川洋一。

## 概要
創業は1996年3月12日。主に東日本旅客鉄道（JR東日本）の発車メロディをはじめとする駅メロディを制作・管理しており、2008年からは東京地下鉄（東京メトロ）や京浜急行電鉄のメロディ制作も手掛けている。2004年から毎年発車メロディ・駅自動放送関連のCDを制作。2008年には携帯電話用サイト「鉄道モバイル」を立ち上げ、発車メロディの着うた配信を開始した。

## 制作した音源
使用曲の詳細は、同社のサイトに掲載されている（外部リンク参照）。

### 東日本旅客鉄道

#### オリジナル曲（発車メロディ）
| 曲名               | 使用駅・番線（旧使用駅・番線）                                                                                    | 作曲者             |
| ------------------ | --- | ------------------ |
| 海辺の散歩         | （葛西臨海公園駅1番線、佐野駅2番線、南船橋駅1・2番線）                                                            | 徳田容子           |
| 蝶々のように       | 佐倉駅1番線（戸塚駅4番線）                                                                                        | 塩塚博             |
| ムーンストーン     | 佐倉駅3番線（市川駅3番線、川口駅2番線、蕨駅2番線、矢板駅2・3番線、氏家駅1番線、宝積寺駅2番線、武蔵小金井駅3番線） | 塩塚博             |
| 森の妖精           | （市川駅1番線、南船橋駅2番線）                                                                                    | 塩塚博             |
| 朝つゆ             | （市川駅2番線）                                                                                                   | 塩塚博             |
| 木もれ陽の散歩道   | （東神奈川駅3番線、戸塚駅1番線、武蔵小金井駅4番線）                                                               | 塩塚博             |
| JR-SHR1-1          | 東我孫子駅2番線                                                                                                   | 塩塚博             |
| JR-SHR1-3          | 安食駅1番線 | 塩塚博             |
| JR-SHR2-1          | 小林駅2番線 | 塩塚博             |
| JR-SHR2-3          | 東我孫子駅1番線                                                                                                   | 塩塚博             |
| JR-SHR3-1          | 木下駅2番線 | 塩塚博             |
| JR-SHR3-3          | 湖北駅1番線 | 塩塚博             |
| JR-SHR4-1          | （稲毛駅3番線）                                                                                                   | 塩塚博             |
| JR-SHR4-3          | 布佐駅1番線 | 塩塚博             |
| JR-SHR5-1          | 誉田駅3番線 | 塩塚博             |
| JR-SHR5-3          | 木下駅1番線 | 塩塚博             |
| JR-SHR6-1          | 新木駅上り | 塩塚博             |
| JR-SHR6-3          | 小林駅1番線 | 塩塚博             |
| JR-SHR7-1          | 湖北駅2番線 | 塩塚博             |
| JR-SHR7-3          | 誉田駅1・2番線 | 塩塚博             |
| JR-SHR8-1          | 布佐駅2番線 | 塩塚博             |
| JR-SHR8-3          | （稲毛駅4番線）                                                                                                   | 塩塚博             |
| JR-SHR9-1          | 安食駅2番線 | 塩塚博             |
| JR-SHR9-3          | 新木駅下り | 塩塚博             |
| シーウィンド       | 佐倉駅4番線（栃木駅1番線、軍畑駅下り、川井駅下り、幕張豊砂駅2番線）                                               | 福嶋尚哉           |
| 恋の通勤列車       | 青梅駅1番線（前橋駅、横川駅、甲府駅3番線、武蔵浦和駅4番線、西川越駅上り、高輪ゲートウェイ駅4番線）                | 福嶋尚哉           |
| 旅の予感           | （軍畑駅上り、川井駅上り）                                                                                        | 福嶋尚哉           |
| 楽々鉄道旅行       | 青梅駅2番線（市川駅4番線、西川越駅下り、矢板駅1番線、氏家駅2・3番線、宝積寺駅1番線）                              | 福嶋尚哉           |
| キッズステーション | 巌根駅1番線、羽沢横浜国大駅、青梅駅4番線（佐野駅1番線、高輪ゲートウェイ駅2番線）                                  | 福嶋尚哉           |
| 幸せチャイム       | 安房鴨川駅2番線                                                                                                   | 福嶋尚哉           |
| 窓の花飾り         | 成田駅2番線（新木駅下り、東神奈川駅2番線）                                                                        | 福嶋尚哉           |
| スイートコール     | 成田駅3番線（高輪ゲートウェイ駅1番線）                                                                            | 福嶋尚哉           |
| フラワーショップ   | 成田駅5番線、青梅駅3番線（栃木駅2番線、高輪ゲートウェイ駅3番線）                                                  | 福嶋尚哉           |
| 青空と線路         | （甲府駅1番線）                                                                                                   | 福嶋尚哉           |
| 通勤ステップ       | （伊勢崎駅3・4番線、南船橋駅1番線）                                                                               | 福嶋尚哉           |
| ハッピーガール     | （幕張駅1番線）                                                                                                   | 福嶋尚哉           |
| 朝のドヴィッシー   | （幕張駅2番線、新木駅上り）                                                                                       | 福嶋尚哉           |
| 幸福の銀レール     | （幕張駅4番線、南船橋駅4番線）                                                                                    | 福嶋尚哉           |
| 希望の朝           | 成田空港駅2番線（幕張豊砂駅1番線）                                                                                | 三留研介・若林剛太 |

#### オリジナル曲（発車メロディ以外）
| 曲名                                               | 用途                                            | 作曲者   |
| -------------------------------------------------- | ----------------------------------------------- | -------- |
| 海風に向かって                                     | HB-E300系 臨時快速列車「海里」車内チャイム      | 大和優子 |
| 彩音                                               | HB-E300系 臨時快速列車「海里」車内チャイム      | 大和優子 |
| 入り陽の海                                         | HB-E300系 臨時快速列車「海里」車内チャイム      | 福嶋尚哉 |
| 里のそよ風                                         | HB-E300系 臨時快速列車「海里」車内チャイム      | 福嶋尚哉 |
| クルーズトレイン「TRAIN SUITE 四季島」ドアチャイム |                                                 | 福嶋尚哉 |
| La Mer Bleue                                       | E261系 特急列車「サフィール踊り子」車内チャイム | 福嶋尚哉 |
| Blue Horizon                                       | E261系 特急列車「サフィール踊り子」車載メロディ | 福嶋尚哉 |
| 空・海・光                                         | E261系 特急列車「サフィール踊り子」車載メロディ | 福嶋尚哉 |
| E261系 ミュージックホーン                          |                                                 | 福嶋尚哉 |

#### 編曲
ご当地メロディなどの編曲も行っている。
| 曲名                               | 使用駅・番線（旧使用駅・番線）                            | 編曲者   | 備考 |
| ---------------------------------- | --------------------------------------------------------- | -------- | --- |
| ジュピターB                        | （井野駅、中之条駅、甲府駅2番線、川口駅1番線、蕨駅1番線） | 福嶋尚哉 | 「木星」（管弦楽組曲『惑星』の第4曲）の編曲 A - Gの7バージョンあるが、B・E・Gのみ採用 ご当地メロディではない |
| ジュピターE                        | （幕張駅3番線）                                           | 福嶋尚哉 | 「木星」（管弦楽組曲『惑星』の第4曲）の編曲 A - Gの7バージョンあるが、B・E・Gのみ採用 ご当地メロディではない |
| ジュピターG                        | （伊勢崎駅1・2番線、武蔵浦和駅5番線）                     | 福嶋尚哉 | 「木星」（管弦楽組曲『惑星』の第4曲）の編曲 A - Gの7バージョンあるが、B・E・Gのみ採用 ご当地メロディではない |
| Vamos Ardija                       | 大宮駅2番線                                               | 塩塚博   | 大宮アルディージャ オフィシャルチームソング |
| KEEP ON RISING                     | 浦和駅1番線                                               | 塩塚博   | 浦和レッドダイヤモンズ オフィシャルサポーターズソング |
| めだかの学校                       | 三鷹駅                                                    | 塩塚博   | 作曲者である中田喜直が、三鷹にゆかりがある A - Fの6バージョンがそれぞれののりばで使用 |
| 熱き星たちよ                       | 関内駅                                                    | 塩塚博   | 横浜ベイスターズ（現・横浜DeNAベイスターズ）球団歌 A - Bの2バージョンを上り・下りで使い分けている。また、AとBには未採用のバージョンが存在する。 |
| チューリップ                       | 前橋駅                                                    | 塩塚博   | 作曲者である井上武士が、現在の前橋市出身 A - Cの3バージョンあるが、上り・下りでA・Bの2バージョンを使い分けている。A、Bには１つ、Cには２つの音色違いが存在する。 |
| 信濃の国                           | 長野駅新幹線ホーム                                        | 福嶋尚哉 | 長野県歌。駅で採用しているものよりも長いバージョンも存在する |
| 故郷                               | 飯山駅新幹線ホーム                                        | 福嶋尚哉 | 作曲者である高野辰之が、現在の長野県中野市出身 上り・下りでA・Bの2バージョンを使い分けている |
| 夏は来ぬ                           | 上越妙高駅                                                | 塩塚博   | 作曲者である小山作之助が、現在の新潟県上越市出身 上り・下りでA・Bの2バージョンを使い分けている |
| 線路はつづくよどこまでも           | （桜木町駅）                                              | 塩塚博   | 桜木町駅の開業100周年を記念して導入。2025年5月22日まで使用された。 A - Cの3バージョンを各番線で使い分けていた。 |
| ここで君を待ってるよ               | 石岡駅2番線                                               | 福嶋尚哉 | 石岡駅で飼い主を待ち続けた「忠犬タロー」の実話をもとにした作品 |
| 石岡囃子                           | 石岡駅3番線                                               | 福嶋尚哉 | 常陸國總社宮大祭の石岡ばやし「乱舞 土橋獅子舞」の駅メロアレンジ |
| ぼくドラえもん                     | （登戸駅1番線）                                           | 塩塚博   | 藤子・F・不二雄原作のアニメ「ドラえもん」「パーマン」で使用されている楽曲のアレンジ。 2016年9月3日に藤子・F・不二雄ミュージアムの開館5周年を記念して、同館の最寄り駅である南武線の2駅に導入。 2025年3月14日まで使用された。 |
| きてよパーマン                     | （登戸駅2番線）                                           | 塩塚博   | 藤子・F・不二雄原作のアニメ「ドラえもん」「パーマン」で使用されている楽曲のアレンジ。 2016年9月3日に藤子・F・不二雄ミュージアムの開館5周年を記念して、同館の最寄り駅である南武線の2駅に導入。 2025年3月14日まで使用された。 |
| ドラえもんのうた                   | （登戸駅3番線）                                           | 塩塚博   | 藤子・F・不二雄原作のアニメ「ドラえもん」「パーマン」で使用されている楽曲のアレンジ。 2016年9月3日に藤子・F・不二雄ミュージアムの開館5周年を記念して、同館の最寄り駅である南武線の2駅に導入。 2025年3月14日まで使用された。 |
| すいみん不足                       | （宿河原駅1番線）                                         | 塩塚博   | 藤子・F・不二雄原作のアニメ「ドラえもん」「パーマン」で使用されている楽曲のアレンジ。 2016年9月3日に藤子・F・不二雄ミュージアムの開館5周年を記念して、同館の最寄り駅である南武線の2駅に導入。 2025年3月14日まで使用された。 |
| 夢をかなえてドラえもん             | （宿河原駅2番線）                                         | 塩塚博   | 藤子・F・不二雄原作のアニメ「ドラえもん」「パーマン」で使用されている楽曲のアレンジ。 2016年9月3日に藤子・F・不二雄ミュージアムの開館5周年を記念して、同館の最寄り駅である南武線の2駅に導入。 2025年3月14日まで使用された。 |
| 浜辺の歌                           | 辻堂駅                                                    | 塩塚博   | 辻堂海岸をイメージした曲で、辻堂駅開設100周年事業実行委員会の署名活動・要請を受け導入 1・2の2バージョンを上り・下りで使い分けている。音色違いがそれぞれ2つづつ存在。 |
| 上を向いて歩こう                   | 川崎駅1・2番線                                            | 福嶋尚哉 | 神奈川県川崎市出身の歌手の坂本九の代表曲で、坂本の誕生日に導入 1 - 3の3バージョンあるが、1・2の2バージョンを上り・下りで使い分けている 友部駅・京急川崎駅でも使用。京急川崎駅で使用されているものもスイッチ制作（編曲は塩塚博） |
| 電車ごっこ                         | 国分寺駅1・2・4番線                                       | 福嶋尚哉 | 作曲家である信時潔が国分寺市で半生を過ごした 国分寺駅1～4番線、西国分寺駅1・2番線で、それぞれ同じフレーズだがバージョンが異なる 国分寺駅3番線・西国分寺駅2番線は市が編曲した |
| 一番星みつけた                     | 西国分寺駅1番線                                           | 福嶋尚哉 | 作曲家である信時潔が国分寺市で半生を過ごした 国分寺駅1～4番線、西国分寺駅1・2番線で、それぞれ同じフレーズだがバージョンが異なる 国分寺駅3番線・西国分寺駅2番線は市が編曲した |
| 国分寺市の歌                       | 西国分寺駅3番線                                           | 福嶋尚哉 | 国分寺市の魅力発信として選定 4番線でも異なるフレーズが使用されているが、市が編曲した |
| RYUとぴあ音頭                      | 龍ケ崎市駅1番線                                           | 福嶋尚哉 | 3曲とも茨城県龍ケ崎市からの要望を受け導入 龍ケ崎のお祭りの曲として市民に親しまれているご当地ソング |
| かえるの合唱                       | 龍ケ崎市駅2番線                                           | 福嶋尚哉 | 演者がカエルの面をかぶって曲芸を披露し、雨乞いや五穀豊穣を祈願する伝統行事「撞舞」にちなんだ曲 |
| 白鳥の湖                           | 龍ケ崎市駅3番線                                           | 福嶋尚哉 | 牛久沼と、その水面を泳ぐ龍ケ崎市の鳥「白鳥」をイメージさせる曲 |
| 朧月夜                             | 二宮駅                                                    | 塩塚博   | 近くにある吾妻山公園が早咲きの菜の花の名所であることによる A - Fの6バージョンあるが、A・Bの2バージョンを上り・下りで使い分けている |
| 夢伝説                             | 行田駅                                                    | 塩塚博   | 行田市観光大使であるスターダストレビューの曲 A - Bの2バージョンあるが、Aの1バージョンのみ採用 |
| カリフォルニア・シャワー           | 宇都宮駅在来線ホーム                                      | 福嶋尚哉 | 宇都宮市出身の渡辺貞夫作曲のミュージック 本物の出会い栃木アフターデスティネーションキャンペーングランドフィナーレで宇都宮駅7番線～10番線の上り列車で使用されている 現在もジャズの街宇都宮の県内外への魅力発信の一環として使用されている 2022年3月11日までは下り列車でも使用しており、A - Bの2バージョンを、上り・下りで使い分けていた 同年3月12日からは宇都宮線上り列車のみの使用となり、Bのバージョンのみ使用されている 東武宇都宮駅でも同じものが流れる |
| 俺たちの明日                       | 赤羽駅5番線                                               | 福嶋尚哉 | 赤羽にゆかりのあるエレファントカシマシの楽曲 2曲ともA - Cの3バージョンあるが、Aの1バージョンのみ採用 |
| 今宵の月のように                   | 赤羽駅6番線                                               | 福嶋尚哉 | 赤羽にゆかりのあるエレファントカシマシの楽曲 2曲ともA - Cの3バージョンあるが、Aの1バージョンのみ採用 |
| 雅楽谷の森～蓮田のタカラ～         | 蓮田駅                                                    | 福嶋尚哉 | 蓮田市で毎年11月に開催されている「雅楽谷（うたや）の森フェスティバル」のテーマソング。 2018年から毎年、同イベントの開催時期限定で使用されていたが、2023年以降は通年で使用されている。 A - Cの3バージョンあるが、上り・下りでA・Bの2バージョンを使い分けている。 |
| 栃木市民の歌～明日への希望～       | 栃木駅                                                    | 福嶋尚哉 | 栃木市の歌 A - Bの2バージョンを上り・下りで使い分けている |
| 武田節                             | 石和温泉駅                                                | 福嶋尚哉 | 山梨県の民謡 A - Cの3バージョンあるが、A・Bの2バージョンを上り・下りで使い分けている |
| 元気川口・御成道サンバ             | （川口駅2番線、西川口駅2番線、東川口駅2番線）             | 福嶋尚哉 | 「川口宿 鳩ヶ谷宿 日光御成道まつり」のオリジナルソング 2018年11月に期間限定で使用 |
| トゥーランドット                   | （上野駅2・3番線）                                        | 福嶋尚哉 | 東京文化会館で「オペラ夏の祭典2019-20 Japan↔Tokyo↔World」の一環として上演された「トゥーランドット」の楽曲 2019年4月20日から7月20日までの期間限定で使用 |
| ニュルンベルクのマイスタージンガー | （上野駅2・3番線）                                        | 福嶋尚哉 | 東京文化会館で「オペラ夏の祭典2019-20 Japan↔Tokyo↔World」の一環として上演される「ニュルンベルクのマイスタージンガー」の楽曲 2019年11月9日から2020年9月12日までの期間限定で使用 |
| 集まれ！踊り人                     | 北朝霞駅                                                  | 福嶋尚哉 | 朝霞市民祭り「彩夏祭」の総踊り曲。 2017年から毎年、祭りの開催時期に合わせて期間限定で使用していたが、2023年以降は通年で使用されている。 A・Bの2バージョンを上り・下りで使い分けている。 |
| 阿波踊り                           | 南越谷駅                                                  | 福嶋尚哉 | 阿波踊りの囃子の一つである「ぞめき」をアレンジしたもの 2014年から毎年、「南越谷阿波踊り」の開催時期に期間限定で使用していたが、2023年以降は通年で使用されている。 A・Bの2バージョンを上り・下りで使い分けている |
| ふる里「みなかみ」                 | 水上駅、後閑駅                                            | 谷本貴義 | みなかみ町を活動拠点にしているなつこの曲 A - Bの2バージョンを2つの駅で使い分けている |
| 上尾市歌                           | 上尾駅、北上尾駅                                          | 福嶋尚哉 | 上尾市の市歌 A - Bの2バージョンを2つの駅で使い分けている |
| HANDS～大きな手から、小さな手へ～  | 鴻巣駅、北鴻巣駅、吹上駅                                  | 谷本貴義 | 鴻巣市出身のシンガーソングライター、実根ゆり香の曲 A - Cの3バージョンを2つの駅で使い分けている |
| 八木節                             | 桐生駅                                                    | 塩塚博   | 群馬県の民謡 A - Bの2バージョンあるが、Aの1バージョンのみ採用 |
| 熊谷市歌                           | 熊谷駅、籠原駅                                            | 福嶋尚哉 | 熊谷市の市歌 A - Bの2バージョンを2つの駅で使い分けている |
| 突き進め柏                         | （柏駅3番線）                                             | 福嶋尚哉 | 柏レイソルの応援歌（チャント） 2020年4月12日から2022年4月11日まで使用 |
| チュニジア                         | （柏駅4番線）                                             | 福嶋尚哉 | 柏レイソルの応援歌（チャント） 2020年4月12日から2022年4月11日まで使用 |
| お囃子                             | 烏山駅発車予告メロディ                                    | 福嶋尚哉 | 那須烏山市の祭りである山あげ祭の囃子の駅メロアレンジ。 2019年から2021年までは期間限定で使用されていたが、2022年以降は通年で使用されている。 |
| さらば青春の光                     | 高崎駅11・12番線                                          | 福嶋尚哉 | 高崎市出身の布袋寅泰の楽曲。2曲ともA-Dの4バージョンがあるがAのみ使用している。 |
| Great Messenger                    | 高崎駅13・14番線                                          | 福嶋尚哉 | 同上。高崎市内にある群馬コンベンションセンター（Gメッセ群馬）のテーマ曲。 |
| 藤沢市歌                           | 藤沢駅3・4番線                                            | 塩塚博   | 藤沢市の市歌。 |

### 北海道旅客鉄道
北海道新幹線各駅の接近チャイムを制作。北海道新幹線開業初日から使用されている。作曲は福嶋尚哉。

### 西日本旅客鉄道
- 北陸新幹線敦賀駅の発車メロディ「来い来い敦賀」を制作。開業初日から使用されている。編曲は福嶋尚哉[38]。
- 2024年4月6日に使用開始した米子駅の発車メロディ「Pretender」を制作。編曲は福嶋尚哉[39]。

### 九州旅客鉄道
- 2022年8月10日に使用開始した肥前山口駅（現・江北駅）の接近・発車メロディ「宝探し」を制作。編曲は福嶋尚哉[40]。
- 2022年10月8日に使用開始した佐賀駅の接近メロディ「オープニングタイトル／ロマンシング サガ -ミンストレルソング-」および唐津駅の接近メロディ「オープニングタイトル／サガ フロンティア」を制作[41][42]。編曲は福嶋尚哉。

### 東京地下鉄
銀座線（一部駅を除く）、丸ノ内線（方南町支線 を含む）、日比谷線（北千住駅、中目黒駅を除く）、東西線（車載メロディのみ）、千代田線（乃木坂駅、北千住駅、代々木上原駅を除く）、有楽町線（和光市駅を除く）、半蔵門線（渋谷駅を除く）、南北線（目黒駅、車載メロディを除く）、副都心線の発車メロディを制作。
※詳細は各路線の記事の「発車メロディ」節を参照。

### 京浜急行電鉄
2008年11月18日に羽田空港駅（現・羽田空港第1・第2ターミナル駅）開業10周年記念として導入された同駅の接近メロディ「赤い電車」、品川駅の羽田空港方面行き列車接近時に使用される「空港風4点チャイム」、および2008年以降に導入された各駅の接近メロディを制作。編曲は「赤い電車」のみ岸田繁（オペレーションは福嶋尚哉が担当）で、それ以外はすべて塩塚博が手掛けた。
※各メロディの詳細は、発車メロディ#京浜急行電鉄を参照。
| 導入駅                       | 曲名                         | 備考       |
| ---------------------------- | ---------------------------- | ---------- |
| 品川駅                       | 赤い電車                     |            |
| 羽田空港第1・第2ターミナル駅 | 赤い電車                     |            |
| 青物横丁駅                   | 人生いろいろ                 |            |
| 立会川駅                     | 草競馬                       |            |
| 平和島駅                     | いい湯だな                   |            |
| 梅屋敷駅                     | さかさまの空                 | 現在不使用 |
| 京急蒲田駅                   | 夢で逢えたら                 |            |
| 京急川崎駅                   | 上を向いて歩こう             |            |
| 生麦駅                       | 若いってすばらしい           | 現在不使用 |
| 生麦駅                       | ニューヨーク・ニューヨーク   |            |
| 横浜駅                       | ブルー・ライト・ヨコハマ     |            |
| 井土ヶ谷駅                   | さくら                       |            |
| 上大岡駅                     | 夏色                         |            |
| 金沢文庫駅                   | my home town                 |            |
| 金沢八景駅                   | 道                           |            |
| 追浜駅                       | 熱き星たちよ                 |            |
| 横須賀中央駅                 | 横須賀ストーリー             |            |
| 堀ノ内駅                     | かもめが翔んだ日             |            |
| 京急久里浜駅                 | 秋桜                         |            |
| 三浦海岸駅                   | 岬めぐり                     |            |
| 三崎口駅                     | 岬めぐり                     | 現在不使用 |
| 三崎口駅                     | 城ヶ島の雨                   |            |
| 羽田空港第3ターミナル駅      | 世界に一つだけの花           | 現在不使用 |
| 羽田空港第3ターミナル駅      | Dragon Night                 | 現在不使用 |
| 羽田空港第3ターミナル駅      | ハッピーバースデートゥーユー | 現在不使用 |
| 羽田空港第3ターミナル駅      | パプリカ                     |            |
| 羽田空港第3ターミナル駅      | R.Y.U.S.E.I.                 | 現在不使用 |
| 羽田空港第3ターミナル駅      | RAINBOW                      | 現在不使用 |
| 港町駅                       | 港町十三番地                 |            |
| 川崎大師駅                   | 柔                           | 現在不使用 |
| 逗子・葉山駅                 | LIFE                         |            |
| 浦賀駅                       | ゴジラのテーマ               |            |

### 西武鉄道
- 2014年10月1日に使用開始した新狭山駅の発車メロディを制作[51]。曲は1番ホームが「噛むとフニャン」、2番ホームが「コアラのマーチ」である。2018年10月から1番ホームが「ガーナチョコレート」に変更されたが、いずれも2019年3月で使用を終了している。編曲はすべて福嶋尚哉。
- 2016年11月29日に使用開始した西武秩父駅の発車メロディ「旅立ちの日に」を制作[52]。編曲は福嶋尚哉。
- 特急列車001系「Laview（ラビュー）」の車内チャイムを制作。作曲は福嶋尚哉。
- 2020年11月3日より所沢駅で使用を開始した「となりのトトロ」関連の発車メロディを制作[53]。曲は1・2番ホームが「さんぽ」、3・4・5番ホームが「となりのトトロ」である[54]。編曲は福嶋尚哉。
- 2022年7月22日より西所沢・下山口・西武球場前の3駅で使用を開始した埼玉西武ライオンズ関連の発車メロディを制作[55]。曲は西所沢駅2番ホームが「吠えろライオンズ」、下山口駅が「若き獅子たち」、西武球場前駅1 - 6番ホームが「地平を駈ける獅子を見た」である[56]。編曲は福嶋尚哉。

### 北総鉄道
- 2017年3月31日に新柴又駅・矢切駅に導入された発車メロディを制作。新柴又駅はオリジナル曲の「アリッサム」（1番線）・「クレマチス」（2番線）、矢切駅は「矢切の渡し」のアレンジ。作・編曲は福嶋尚哉[57]。
- 2017年8月26日に使用開始された新柴又駅の発車メロディ「男はつらいよ」を制作。編曲は福嶋尚哉[58]。

### 京成電鉄
- 2019年3月1日に使用開始された四ツ木駅の接近メロディ「燃えてヒーロー」を制作。編曲は福嶋尚哉。
- 2019年10月24日に使用開始された海神駅の接近メロディ「GO！GO！トリトン」を制作[59]。編曲は福嶋尚哉。

### 京王電鉄
- 2017年3月25日に使用開始した明大前駅の接近メロディ「明治大学校歌」を制作。編曲は福嶋尚哉[60]。
- 2018年2月22日に運行を開始した京王ライナー（5000系）の車内チャイム・ミュージックホーンを制作。作曲は福嶋尚哉[61]。

### 東急電鉄
2018年11月23日から2019年1月27日まで期間限定で使用されていた「東急線×ファンタビコラボキャンペーン」の発車メロディを制作。編曲はすべて福嶋尚哉。
| 曲名       | 使用駅・番線     | 備考                                                      |
| ---------- | ---------------- | --------------------------------------------------------- |
| Prologue   | 大井町駅1・2番線 | 二子玉川駅3番線で使用されていたものとはアレンジが異なる。 |
| End titles | 二子玉川駅2番線  |                                                           |
| Prologue   | 二子玉川駅3番線  | 大井町駅で使用されていたものとはアレンジが異なる。        |

### 横浜高速鉄道
- 日本大通り駅の発車メロディ「熱き星たちよ」を制作。編曲は塩塚博。2013年4月2日から2019年3月28日まで使用された。後述する横浜市営地下鉄同様、JR向けに制作した音源を短縮した形で使用されていた。
- 日本大通り駅の発車メロディ「勇者の遺伝子」（横浜DeNAベイスターズ応援歌）を制作。編曲は福嶋尚哉[63]。2019年3月9日から2023年3月17日まで使用されていた。

### 相模鉄道
2009年7月13日から8月ごろまで南万騎が原・鶴ヶ峰・希望ヶ丘の3駅で使用された入線メロディ「Take The 'A' Train（A列車で行こう）」を制作。

### 伊豆急行
2015年3月26日に使用開始した河津駅の発車メロディ「天城越え」を制作。編曲は福嶋尚哉。

### 山陽電気鉄道
2012年5月9日から主要駅に導入された各種駅メロディを制作。作曲は塩塚博。
| 曲名             | 備考                                                                |
| ---------------- | ------------------------------------------------------------------- |
| 大切なもの       | 停車列車接近時の放送前に流れる                                      |
| Good News        | 通過列車接近時の放送前に流れる                                      |
| プリンセスサンバ | 山陽姫路駅の列車発車時に流れる                                      |
| しあわせ列車     | 山陽姫路駅以外の発車メロディ使用駅で、列車発車時に流れる            |
| 舞い上がれ       | 通過列車接近時の放送後、通過終了まで流れる                          |
| 花氷             | 停車列車接近時の放送後、停車まで流れる 2014年頃から追加導入された。 |

### 横浜市営地下鉄
- 関内駅の発車メロディ「熱き星たちよ」を制作。編曲は塩塚博。2012年4月3日から2022年2月1日まで使用された。音源は前述のJR用のものと同一だが、途中でフェードアウトする仕様になっていた。
- ブルーラインの通過メロディを制作。曲名は湘南台方面が「今日もゴキゲン」、あざみ野方面が「スズラン」。作曲は塩塚博。

### 神戸市営地下鉄
北神急行電鉄時代の2019年1月29日に使用開始した谷上駅の接近メロディ「森のさざめき」を制作。作曲は福嶋尚哉。2024年3月16日まで使用された。

### 青い森鉄道
青い森703系の車載メロディ「青い森のファンタジー」を制作。作曲は福嶋尚哉。

### 阿武隈急行
AB900系の車載メロディ「Pastoral・光」「Pastoral・風」を制作。作曲は福嶋尚哉。

### 東京臨海高速鉄道
- 2012年8月9日から9月30日まで使用された国際展示場駅の発車メロディ「いつもNAVI」を制作[71][72]。編曲は福嶋尚哉。
- 2015年3月30日から6月22日まで使用された国際展示場駅の発車メロディ「日清Spa王」を制作[73]。編曲は福嶋尚哉。

### しなの鉄道
SR1系の車載メロディ「信濃の国」、およびミュージックホーンを制作。作曲・編曲は福嶋尚哉。

### あいの風とやま鉄道
2017年3月13日に使用開始された駅メロディを一部制作。作曲・編曲は福嶋尚哉。
| 曲名                  | 使用駅・用途                                              | 備考         |
| --------------------- | --------------------------------------------------------- | ------------ |
| あいの風チャイム verA | 全駅共通接近チャイム                                      |              |
| ふるさとの空 verA     | 呉羽駅、富山駅、東富山駅、水橋駅、新富山口駅 接近メロディ |              |
| ふるさとの空 verB     | 高岡駅 接近メロディ                                       |              |
| 春                    | 富山駅 発車メロディ                                       | 3 - 5月限定  |
| アルプスの牧場        | 富山駅 発車メロディ                                       | 6 - 8月限定  |
| 秋                    | 富山駅 発車メロディ                                       | 9 - 11月限定 |
| 冬 verA               | 富山駅 発車メロディ                                       | 12 - 2月限定 |

### 宇都宮ライトレール
HU300形の車内チャイム・車載メロディ・ミュージックホーンを制作。作曲は福嶋尚哉。
| 曲名                     | 用途                                                                       | 備考             |
| ------------------------ | -------------------------------------------------------------------------- | ---------------- |
| 雲雀                     | 車内チャイム                                                               |                  |
| 銀杏                     | 車内チャイム                                                               |                  |
| 欅                       | 車内チャイム                                                               |                  |
| 皐月                     | 車内チャイム                                                               |                  |
| 梨                       | 車内チャイム                                                               |                  |
| Light Summer（らいさま） | ミュージックホーン                                                         |                  |
| 美雷と                   | 宇都宮駅東口停留場・平石停留場・グリーンスタジアム前停留場専用発車メロディ | 始発列車のみ使用 |
| 黄柳                     | 芳賀・高根沢工業団地停留場専用発車メロディ                                 |                  |
| Yellow Brick Road        | 車内メロディ                                                               |                  |
| フリージア               | 車内メロディ                                                               |                  |

### 五稜バス
2023年3月1日運行開始の成田国際空港 - 軽井沢間の高速路線バス用車内チャイム「カントリーロード」を制作。編曲は福嶋尚哉。